# Chinampa
Chinampa er navnet på de kunstige øer, aztekerne i Xochimilco-region anlagde. Disse rektangulære øer, der blev flettet af grene og dynd, blev anlagt på søer, og brugt til at dyrke forskellige afgrøder på, hovedsageligt majs og bønner. Konstruktionen af disse øer var altså en måde at øge arealet af frugtbar jord på. Det anslås, at afgrøder produceret på disse Chinampa'er udgjorde halvdelen til to tredjedele af fødegrundlaget for Tenochtitláns (hovedstad i det aztekiske rige) indbyggere.
|  | Denne artikel kan blive bedre, hvis der indsættes geografiske koordinater Denne artikel omhandler et emne, som har en geografisk lokation. Du kan hjælpe ved at indsætte koordinater i wikidata. |